# Tay Hohoff
Therese von Hohoff Torrey, genannt Tay Hohoff, (* 3. Juli 1898; † 5. Januar 1974 in New York City) war eine US-amerikanische Lektorin und Schriftstellerin.

## Leben
Therese von Hohoff war die Tochter von Ernest Albrecht Hohoff Jr. und Anna Walter Hallock. Sie besuchte die Brooklyn Friends School in New York City. Sie war ab 1921 mit dem Architekten John Edgar Welsh verheiratet, mit dem sie zwei Kinder hatte. 1929 wurde die Ehe geschieden. 1931 heiratete sie den Literaturagenten Arthur Haviland Torrey.
Sie betrieb mit Torrey in New York eine Literaturagentur. Im Jahr 1942 trat sie als Lektorin beim Verlag J. B. Lippincott & Co. ein und trat dort 1973 als Herausgeberin (senior vize president) in den Ruhestand. Hohoff lektorierte unter anderem die Autoren Nicholas Delbanco, Wayne Greenhaw, Betty MacDonald, Zelda Popkin, Eugenia Price und Thomas Pynchon.
Mit Harper Lee arbeitete sie fast drei Jahre lang an ihrem Romanentwurf Gehe hin, stelle einen Wächter, die Umarbeitung kam 1960 als Wer die Nachtigall stört heraus, der Erstentwurf zusätzlich im Jahr 2015. Sie betreute Lee nach ihrem Weltererfolg auch weiterhin, es kam aber kein weiteres Buch zustande. Seit der  Herausgabe des Erstentwurfs wird Hohoffs Leistung als Lektorin besonders gewürdigt.
Hohoff selbst veröffentlichte ein Kinderbuch, eine Biografie und eine Autobiografie.

## Werke (Auswahl)
- A Ministry to Man: The life of John Lovejoy Elliott, a biography. 1959
- The Cat Who Wanted Out. Kinderbuch. Illustrationen Bogdan Grom. 1959
- Beitrag in: The Author and His Audience: With a Chronology of Major Events in the Publishing History of J. B. Lippincott Company. 1967
- Cats And Other People. Autobiografie. 1973